# Volo EgyptAir 667
Il 29 luglio 2011, il volo EgyptAir 667, un Boeing 777 operante un volo passeggeri di linea dal Cairo, in Egitto, a Gedda, in Arabia Saudita, subì un incendio nella cabina di pilotaggio mentre si preparava alla partenza dall'aeroporto Internazionale del Cairo. Non vi furono vittime, ma sette persone vennero ricoverate per inalazione di fumo. L'aereo, danneggiato a tal punto da rendere infruttuosa una riparazione, venne in seguito demolito.
L'indagine successiva scoprì che l'incendio era nato nell'area dove era immagazzinato l'ossigeno di emergenza dell'equipaggio, ma non fu in grado di determinare in modo definitivo né la causa delle fiamme né quella della perdita di ossigeno che alimentò l'incendio.

## L'aereo
Il velivolo coinvolto era un Boeing 777-266ER, marche SU-GBP, numero di serie 28423, numero di linea 71, denominato "Nefertiti". Volò per la prima volta il 5 maggio 1997 e venne consegnato a EgyptAir qualche settimana dopo. Era spinto da 2 motori turboventola Pratt & Whitney PW4090. Al momento dell'incidente, l'aereo aveva circa 14 anni e aveva accumulato 48 281 ore di volo in 11 448 cicli di decollo-atterraggio.

## L'incidente
Il Boeing 777 di EgyptAir era parcheggiato al gate F7 del terminal 3 dell'aeroporto del Cairo il 29 luglio 2011, mentre erano in corso i preparativi per il volo 667. Mentre gli ultimi dei 307 passeggeri stavano salendo a bordo, l'equipaggio nella cabina di pilotaggio udì un'esplosione e un suono sibilante proveniente dalla parte destra del cockpit, immediatamente seguita da fumo e fiamme. Il primo ufficiale si allontanò dal suo posto e gli fu ordinato dal comandante di lasciare la cabina di pilotaggio, mentre questi tentava senza successo di spegnere l'incendio usando l'estintore di bordo.
Stando al registratore vocale della cabina di pilotaggio, alle 09:11:38 si udirono rumori che il rapporto finale indicò come "un pop, seguito da un suono sibilante simile a una fuga di gas in pressione". Tre secondi dopo, il comandante ordinò al primo ufficiale di "alzarsi, uscire ora". Ventuno secondi dopo, il comandante disse "incendio, incendio, chiama al fuoco". L'incendio scoppiò circa 30 minuti dopo che il primo ufficiale eseguì il test della maschera di ossigeno durante la lista di controllo pre-volo standard. 109 I passeggeri vennero immediatamente evacuati attraverso i due manicotti d'imbarco collegati.
I vigili del fuoco dell'aeroporto arrivarono sulla scena circa tre minuti dopo che l'allarme venne lanciato e spensero rapidamente l'incendio. Due pompieri e cinque tra passeggeri e membri dell'equipaggio vennero ricoverati in ospedale per inalazione di fumo.
L'aeroplano venne successivamente demolito, avendo subito gravi danni strutturali nella zona della cabina di pilotaggio, nonché ampi danni da calore e fumo nella cabina.

## Le indagini

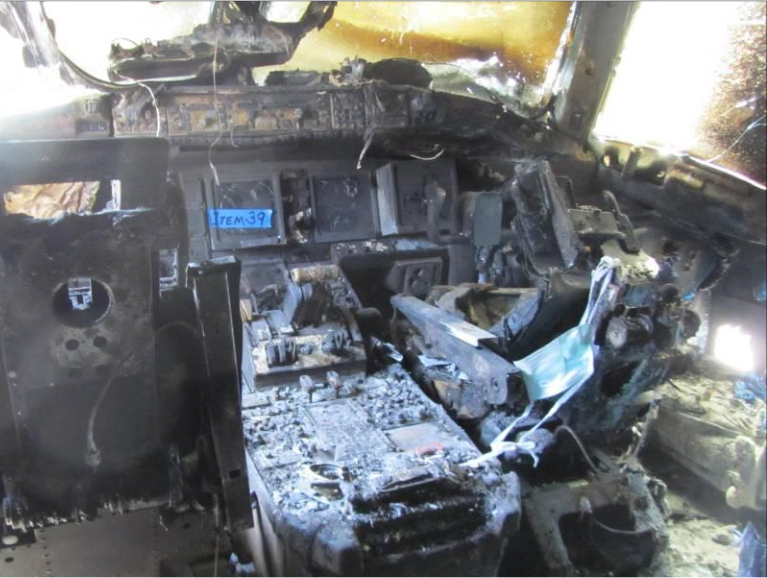
I danni dopo l'incendio nella cabina di pilotaggio.

Poiché l'area in cui ebbe origine l'incendio non presenta linee di carburante o idrauliche, le indagini si concentrarono sul sistema di approvvigionamento di ossigeno dell'equipaggio come causa principale. Nei giorni successivi all'incendio, l'area della cabina di pilotaggio in cui questo ebbe origine venne esaminata su tutti i 777-200 e 777-300 di EgyptAir. Secondo il rapporto finale dell'indagine, il cablaggio trovato nella zona del sistema dell'ossigeno non corrispondeva al design originale di Boeing:
Non fu possibile determinare il motivo dei morsetti mancanti. Circa 380 dei primi 777 prodotti non avevano rivestimenti sul filo della piastra di illuminazione del sistema dell'ossigeno. Boeing pubblicò un bollettino di servizio nell'ottobre 2011 raccomandando di verificare la piastra di illuminazione del sistema dell'ossigeno e, se necessario, installare il rivestimento e sostituire i cavi danneggiati.
Test effettuati dal National Transportation Safety Board degli Stati Uniti a seguito di un precedente incendio nella cabina di pilotaggio su un Boeing 767, appurarono che i tubi di alimentazione dell'ossigeno possono incendiarsi se le molle anti-attorcigliamento lungo il tubo sono esposte a una corrente elettrica. Test eseguiti da Boeing su 777 rilevarono che due dei sette testati erano conduttivi. Ulteriori test in condizioni che aumentavano la probabilità di accensione dimostrarono che 5 volt di corrente continua non erano sufficienti per distruggere il tubo. Tuttavia, il rapporto finale rilevò che questi test erano stati condotti su nuovi tubi e che Boeing aveva pianificato di condurre test simili su tubi più vecchi di aerei in servizio per controllare se eventuali modifiche legate all'età avrebbero potuto influenzare i risultati.
Lo stesso test venne eseguito a tensioni e amperaggio differenti. Con l'aria nel tubo, l'applicazione di una tensione CC di 28 V a 5 A di corrente o di una corrente CA di 115 V a 2,5 A non provocò la rottura del tubo né causò un incendio, ma una tensione CC di 28 V a 6 A o 115 V CA a 5 A provocò una piccola perdita con "una certa incandescenza". Con ossigeno nel tubo, 5 V CC a 1,2 A o 28 V CC a 2,5 A non provocarono una rottura, ma 28 V CC a 5 A causarono una perdita "seguita dall'accensione e dalla completa rottura del tubo". Boeing esaminò il progetto del sistema di ossigeno per determinare possibili fonti di elettricità:
Il riscaldamento adiabatico dovuto all'improvviso rilascio di ossigeno in pressione nel tubo era un'altra possibile fonte di accensione, ma poi esclusa. Il grasso utilizzato per i finestrini del parabrezza in un ambiente ricco di ossigeno era un'altra possibile fonte di ignizione studiata, ma i test determinarono che il livello di ossigeno non influenzò il punto di infiammabilità, che era oltre i 93 °C, al di sopra della temperatura teorica massima in quella parte dell'abitacolo.
L'indagine non riuscì a determinare in modo definitivo la causa dell'incendio, ma solo che questo ebbe vicino al tubo di alimentazione della maschera di ossigeno del primo ufficiale e che l'ossigeno proveniente dalla maschera "è sospettato di aver contribuito all'intensità e alla velocità del fuoco". Non è noto se la rottura del sistema dell'ossigeno abbia fornito un ambiente infiammabile per l'avvio dell'incendio o se il sistema dell'ossigeno sia stato rotto a causa dell'incendio, possibilmente nelle molle anti-piega dei tubi di alimentazione dell'ossigeno.